# African Union – United Nations Hybrid Operation in Darfur

African Union – United Nations Hybrid Operation in Darfur (Unamid) är Förenta nationernas och Afrikanska unionens gemensamma insats i Darfur i Sudan.
Unamid bildades den 31 juli 2007 genom säkerhetsrådets resolution 1769 med uppgift att skydda civilbefolkningen och upprätthålla lag och de mänskliga rättigheterna samt särskilt bevaka gränsen mot Tchad och Centralafrikanska republiken.
| Befattning                    | Antal (juli 2011) |
| ----------------------------- | ----------------- |
| Soldater                      | 17 759            |
| Militära observatörer         | 311               |
| Poliser                       | 4 526             |
| Total personal med uniform    | 23 096            |
| Internationell civil personal | 1 136             |
| Lokal civil personal          | 2 834             |
| FN-volontärer                 | 480               |
| Total personal utan uniform   | 4 450             |

Styrkan leddes av Ibrahim Gambari från Nigeria.
Styrkan avslutade insatsen per den 31 december 2020 och ersattes då av Unitam som ska bistå den politiska processen.

## Bakgrund
I början av 2000-talet formades ett starkt missnöje mot den arabiska makteliten i Khartoum som en följd av klimatförändringar, rubbad maktbalans, en ökning av slavhandeln med icke-arabiska darfurier samt en ökad arabiserings- och islamiseringskampanj under ledning av den dåvarande presidenten Omar al-Bashir. 
År 2003 beslutade regeringen att kväva upproret och använde samma taktik som använts för att kväsa upproret i södra Sudan vilket inkluderade flygbombningar, tvångsförflyttningar på etnisk grund och rekrytering av paramilitära, etniska 
miliser. Regeringen riktade i synnerhet in sig på den delen av befolkningen i Darfur som hade annan etnicitet än arabisk. 
Redan år 2004 gjordes försök till vapenvila och samma år gick en fredsbevarande styrka från Afrikanska unionen, AMIS, in i Darfur. Senare etablerades den  gemensamma styrkan från FN och Afrikanska unionen, Unamid.

## Jämför
United Nations Mission in the Republic of South Sudan Unmiss.